# Саша Марковић (фудбалер, 1971)
Саша Марковић (Ниш, 17. септембра 1971) бивши је српски фудбалер.

## Каријера
Фудбалску каријеру је започео играјући за нишке клубове Железничар и Јастребац. Каријеру је наставио у фудбалском клубу Чукаричком Станком, за који је наступао од 1994. до 1996. године. Затим је играо за Железник и Црвену звезду. У сезони 1997/98. био је најбољи стрелац Прве лиге СР Југославије са 27 постигнутих голова. Након тога је играо још за немачки Штутгарт, потом поново за Железник, мађарски МТК, и Раднички из Ниша где је завршио играчку каријеру.

## Успеси
Индивидуални
- Најбољи стрелац Прве лиге СР Југославије: 1997/98. (27 голова)